# Гаплогруппа M49 (мтДНК)
Гаплогруппа M49 — гаплогруппа митохондриальной ДНК человека.

## Субклады
- M49a
  - M49a1
    - M49a1a

  - M49a2
- M49b
  - M49b1
- M49c
  - M49c1
    - M49c1a
    - M49c1b
- M49d
  - M49d1
    - M49d1a
- M49e
  - M49e1
    - M49e1a

  - M49e2
    - M49e2a

## Распространение

### Южная Азия
Индия
- монпа (Dirang Monpa) – 26 % (100)
- ванчо (Wanchoo) – 2,5 % (125)
- качари (Sonowal Kacharis) — 2,0 % (112)

## Палеогенетика

### Бронзовый век
Мари
- TQ 28F 112 — Терка — Дайр-эз-Заур (мухафаза), Сирия — 2650–2450 BC — М — M49.[2][3]

### Железный век
Левант
- MK 13G 117 — Tell Masaikh — Дейр-эз-Зор (мухафаза), Сирия — 200–300 AD — Ж — M49.[2][3]

### Средние века
Делийский султанат
- I7715 | BKG308, Feature 139, DA-BIR0317-030 — Barikot, Сват, Хайбер-Пахтунхва — Пакистан — 1276-1390 calCE (670±25 BP, PSUAMS-4427) — М — J1 > J1b* # M49.[4]

## Публикации
2009
- Chandrasekar A; Kumar S; Sreenath J; et al. (Октябрь 2009). Updating Phylogeny of Mitochondrial DNA Macrohaplogroup M in India: Dispersal of Modern Human in South Asian Corridor. PLOS One. 4 (10): e7447. doi:10.1371/journal.pone.0007447. PMC 2757894. PMID 19823670.{{cite journal}}:  Википедия:Обслуживание CS1 (не помеченный открытым DOI) (ссылка)

2013
- Witas HW; Tomczyk J; Jędrychowska-Dańska K; Chaubey G; Płoszaj T. (Сентябрь 2013). mtDNA from the Early Bronze Age to the Roman Period Suggests a Genetic Link between the Indian Subcontinent and Mesopotamian Cradle of Civilization. PLOS One. 8 (9): e73682. doi:10.1371/journal.pone.0073682. PMC 3770703. PMID 24040024.{{cite journal}}:  Википедия:Обслуживание CS1 (не помеченный открытым DOI) (ссылка)

2014
- Palanichamy MG; Mitra B; Debnath M; Agrawal S; Chaudhuri TK; Zhang YP. (Октябрь 2014). Tamil Merchant in Ancient Mesopotamia. PLOS One. 9 (10): e109331. doi:10.1371/journal.pone.0109331. PMC 4192148. PMID 25299580.{{cite journal}}:  Википедия:Обслуживание CS1 (не помеченный открытым DOI) (ссылка)

2019
- Narasimhan V.; Patterson N.; Moorjani P; et al. (Сентябрь 2019). The formation of human populations in South and Central Asia. Science. 365 (6457). doi:10.1126/science.aat7487. PMC 6822619. PMID 31488661.